# Spedaletto (Pistoia)
Spedaletto è un piccolo centro abitato montano del comune di Pistoia, da cui dista circa 15 km ed è raggiungibile percorrendo la Strada statale 64 Porrettana.

## Storia
Il paese prende il nome dall'antica tradizione di ospitalità ai viandanti già nota nel medioevo. Ignota è l'origine dell'antichissimo ospizio di "Pratum Episcopi" che secondo alcuni studiosi potrebbe identificarsi con quello di Cassio, compreso nella donazione di Gaidoaldo (anno 767) al Monastero di S. Bartolomeo.
La presenza dell'Ospizio nella vallata del torrente Limentra rappresentava un sicuro punto di riferimento per i pellegrini che si trovavano sulla Via Francesca della Sambuca; ogni sera al tramonto la campana suonava a rintocchi per indicare gli alloggiamenti compresi entro il perimetro fortificato dove veniva offerto rifugio, cibo e riposo.
Lo Spedale di S. Bartolomeo si trovava sotto la protezione del Comune di Pistoia, infatti dagli antichi statuti (anno 1178) risulta che non potevano essere alienati i beni di tale ospizio ed inoltre le decime che doveva alla mensa vescovile vengono ricordate in alcune bolle papali come quella del 19 dicembre 1094 di Papa Urbano II, quella del 14 novembre 1105 di Papa Pasquale II e quella del 7 luglio 1118 di Papa Onorario III.
Col passare degli anni, essendo meno frequentata l'antica Via Francesca e persa la funzione originaria di ospitalità, il patrimonio andò a far parte dell'opera di S.Iacopo di Pistoia finché, nel 1473, il Cardinale Forteguerra lo ottenne per il collegio da lui fondato e cioè la "Pia Casa di Sapienza" di Pistoia. L'Ospizio comunque funzionò fino al XVIII secolo quando fu definitivamente soppresso da Pietro Leopoldo.
Degli antichi edifici restano la Chiesa, il Campanile mentre la fontana della piazzetta è assai più recente (1778). La Chiesa intitolata a S.Bartolomeo ha lo stesso perimetro di quella antica, ma di orientamento opposto: tracce dell'originale portale di ingresso si ritrovano dietro l'attuale altare maggiore. La chiesa restaurata negli interni e negli arredi presenta di particolare interesse l'originale architrave ed alcuni capitelli in pietra serena scolpiti con foglie e figure di stile longobardo. Il campanile, sbassato e rimaneggiato nei secoli, mantiene lella parte inferiore le caratteristiche di forte paramento e feritoie per gli arcieri.
Il valore del tempo, soprattutto questo restituisce Spedaletto anche se ci rimani un solo giorno: tempo per ritrovare te stesso, per passeggiare in un bosco, per risalire il torrente, per riscoprire antichi sapori. Da più di 1000 anni offre ospitalità ed accoglienza in un territorio che segnava il confine fra il Granducato di Toscana e lo Stato Pontificio e secoli di storia sono ancora impressi nella pietra della chiesa, del campanile e del fontanone allegorico della piazzetta (tratto da materiale info della Pro Loco di Spedaletto). Continua oggi questa tradizione di accoglienza che vede protagonista la Pro Loco con organizzazione di manifestazioni ed eventi soprattutto nel periodo natalizio (presepe diffuso, befana dal campanile ecc), nei mesi di luglio e agosto fino alla Festa di S. Bartolomeo (24 agosto).  
Particolarmente apprezzati e frequentati i due ristoranti ed il Lago Lo Specchio per la pesca sportiva. 
Maggiori informazioni, illustrazioni e dettagli su www.prolocospedaletto.org